# Orthopaedic Research Society
La Orthopaedic Research Society (abbreviato ORS, Società di Ricerca Ortopedica) è un'organizzazione professionale, scientifica e medica focalizzata sulla ricerca in ambito ortopedico. Lo scopo dichiarato dall'ORS è quello di far avanzare la ricerca ortopedica attraverso l'istruzione, la collaborazione, la comunicazione e la sensibilizzazione. L'ORS mira a raccogliere risorse per la ricerca ortopedica e ad aumentare la consapevolezza dell'impatto di tale ricerca sui pazienti e sul pubblico. Negli Stati Uniti si tengono conferenze annuali per discutere gli studi più recenti, con una serie di premi disponibili per supportare la carriera dei membri della società.

## Storia
Nel 1940, il Comitato di ricerca dell'American Academy of Orthopaedic Surgeons, presieduto da Alfred R. Shands, condusse un sondaggio tra i suoi membri dal quale risultò che oltre 180 membri stavano conducendo un qualche tipo di ricerca. Questa constatazione ha spinto diversi ricercatori nell'ambito muscolo-scheletrico ad esprimere il desiderio di avere un forum per presentare e condividere il loro lavoro. Il membro dell'Accademia Philip D. Wilson Jr., insieme a molti altri, si incontrò a San Francisco e propose l'idea di avviare un'organizzazione focalizzata esclusivamente sulla ricerca muscolo-scheletrica. Questa idea ottenne il sostegno unanime dell'American Academy of Orthopaedic Surgeons durante il loro incontro annuale nel 1951.
Nel 1952 ebbe luogo la prima assemblea dei soci fondatori dell'ORS. In questo primo incontro, Philip D. Wilson Jr. creò una bozza di costituzione e una serie di statuti per la società nascente. In questa occasione, fu stato stabilito che lo scopo della società era quello di "incoraggiare e coordinare lo studio e la ricerca sui principi di base o sui problemi clinici relativi al campo speciale della chirurgia ortopedica". A causa della morte inaspettata di Dallas B. Phemister, che aveva accettato di assumere il ruolo di presidente, l'organizzazione formale della società fu ritardata.
Nel 1954 si tenne il primo incontro ufficiale del gruppo alla Palmer House di Chicago sotto la presidenza di Wilson. A questo primo incontro erano presenti ventinove persone. Coltivare il rapporto tra medici e scienziati, fornendo loro l’opportunità di incontrarsi e condividere idee, è stato il fattore trainante nella creazione della società. "Lo stretto rapporto tra medici e scienziati di base contribuirebbe a garantire il ruolo di primo piano dei chirurghi ortopedici nel fornire assistenza ai pazienti con lesioni e malattie del sistema muscolo-scheletrico", ha spiegato il Dott. Eugene R. Mindell, che è stato presidente dell'ORS dal 1972 al 1973.
Nel corso degli anni, il numero di appartenenti alla società è cresciuto a più di 4.100 membri provenienti da tutto il mondo. Un tempo il ruolo di presidente era ricoperto solo da chirurghi, ma nel 1982 l'ORS ha eletto Van C. Mow come primo presidente con un titolo di Dottore di Ricerca (PhD). Attualmente, i presidenti vengono eletti a rotazione da ciascuna delle tre discipline rappresentate tra i soci: clinici, biologi e ingegneri.
Tra gli ex presidenti dell'ORS figurano Farshid Guilak e Marjolein C. van der Meulen.

## Aree di ricerca
I membri dell'ORS conducono ricerca all'avanguardia sull'intera gamma dei tessuti muscoloscheletrici: ossa, tendini, cartilagine e sinovia, menisco, muscolo scheletrico e disco intervertebrale. I ricercatori si concentrano su tutti gli aspetti di questi tessuti, inclusi lo sviluppo, la struttura e funzione, la meccanica, la diagnostica, le lesioni e la loro guarigione, oltre alle potenziali terapie. Particolare enfasi è data alle patologie che causano una significativa morbilità nei pazienti, come l'osteoartrosi, l'osteoporosi, l'osteopenia, l'artrite reumatoide, la guarigione delle fratture, la rottura del legamento crociato anteriore, le tendinopatie e le rotture del menisco.
Più di recente, sono state costituite una serie di sottosezioni di ricerca, a partire dalla Sezione "Spine" nel 2015. Queste piccole comunità riuniscono ricercatori con interessi affini focalizzati su uno specifico argomento di ricerca. Da allora, il numero di sezioni si è ampliato per includere le seguenti tematiche: riparo delle fratture ("International Section of Fracture Repair"), menisco ("Meniscus Section"), impianti ortopedici ("Orthopaedic Implants Section"), modelli preclinici ("Preclinical Models Section"), ricerca clinica ("Strategies in Clinical Research Section") e tendini ("Tendon Section"). Ognuna di queste sezioni si riunisce ogni anno in occasione della conferenza principale e alcuni hanno aggiunto riunioni satellite per creare maggiori opportunità di collaborazione nei rispettivi campi.

## Riviste scientifiche

### Journal of Orthopaedic Research
Journal of Orthopaedic Research è una rivista sottoposta a revisione paritaria pubblicata in collaborazione con John Wiley & Sons, Inc. La rivista fornisce un forum essenziale alla comunità ortopedica per condividere e comunicare nuove informazioni nelle diverse aree di ricerca dell'ortopedia, comprese le scienze della vita, l'ingegneria, gli studi traslazionali e clinici.

### JOR Spine
JOR Spine è una rivista open access e sottoposta a revisione paritaria, istituita dall'ORS. La rivista fornisce una piattaforma per condividere informazioni originali e innovative concentrandosi sulla ricerca di base e traslazionale sulla colonna vertebrale. Le pubblicazioni in questa rivista includono i seguenti argomenti nella ricerca sulla colonna vertebrale: invecchiamento, biomateriali, biomeccanica, bioreattori, degenerazione, genetica, infiammazione, dolore, rimodellamento, ingegneria dei tessuti, ecc.

### Journal of the American Academy of Orthopaedic Surgeons - On the Horizon
Coordinato dal comitato Basic Science Education, On the Horizon è una serie di brevi articoli che discutono gli studi scientifici più recenti che potrebbero avere nel futuro prossimo applicazioni cliniche nel campo ortopedico. La serie On the Horizon è stata precedentemente pubblicata trimestralmente nella rivista "Journal of American Academy of Orthopaedic Surgeons" (gennaio, aprile, luglio e ottobre), dove gli articoli archiviati rimangono disponibili.

## Partner dell'ORS
L'ORS è impegnata nello sviluppo di partnership e collaborazioni dedicate alla ricerca, alla divulgazione e all'istruzione in tutto il mondo:
- American Academy of Orthopaedic Surgeons (AAOS)
- Orthopaedic Research and Education Foundation (OREF)
- International Combined Orthopaedic Research Societies (I-CORS)
- International Federation of Musculoskeletal Research Societies (IFMRS)
- Institute for Medical and Biological Engineering Council of Societies (AIMBE)
- Research!America

## Risorse educative e sensibilizzazione

### LearnORS
LearnORS è una piattaforma online che offre corsi adatti a dottorandi, studenti di medicina, ricercatori post-dottorato, specializzandi ortopedici, ricercatori ortopedici e ricercatori del settore industriale interessati a saperne di più sulla ricerca ortopedica. I corsi includono, tra gli altri, quelli mirati a migliorare la scrittura di grant, le scienze muscolo-scheletriche di base e la ricerca clinica.

### The Musculoskeletal Knowledge Portal
Il portale della conoscenza muscolo-scheletrica (Musculoskeletal Knowledge Portal, MSK-KP) è attualmente in fase di sviluppo da parte di un team di scienziati e ingegneri informatici del Broad Institute in collaborazione con la Federazione internazionale delle società di ricerca muscoloscheletriche (International Federation of Musculoskeletal Research Societies, IFMRS). Il sito consente la navigazione, la ricerca e l'analisi delle informazioni genomiche umane associate a tratti e patologie muscoloscheletriche.

### Open Door
Open Door è un'attività di sensibilizzazione volta a comunicare la scienza ortopedica/muscolo-scheletrica al grande pubblico e si svolge durante l'incontro annuale nella comunità locale. Il pubblico target di Open Door 2023 erano gli studenti delle scuole medie e superiori dell'area di Dallas, Texas, con l'obiettivo di far conoscere alle minoranze sottorappresentate e agli studenti di prima generazione le possibilità di carriera e i temi della scienza muscoloscheletrica nei settori STEM (scienza, tecnologia, ingegneria, matematica).
L'evento Open Door 2024 si è tenuto a Long Beach, California, subito prima dell'incontro annuale.